# Guanyin du mont Xiqiao
Guanyin du mont Xiqiao est une statue de 62 mètres de haut représentant la divinité bouddhiste Guanyin debout qui se trouve au Mont Xiqiao, dans le district de Nanhai, ville-préfecture de Foshan, province du Guangdong, en Chine.
La construction de la statue a été finie en 1998.  Elle repose sur une base de 15 mètres de haut, conduisant à une hauteur totale de 77 mètres du monument. Elle est en 2019 la vingt-quatrième plus grande statue au monde.

## Galerie

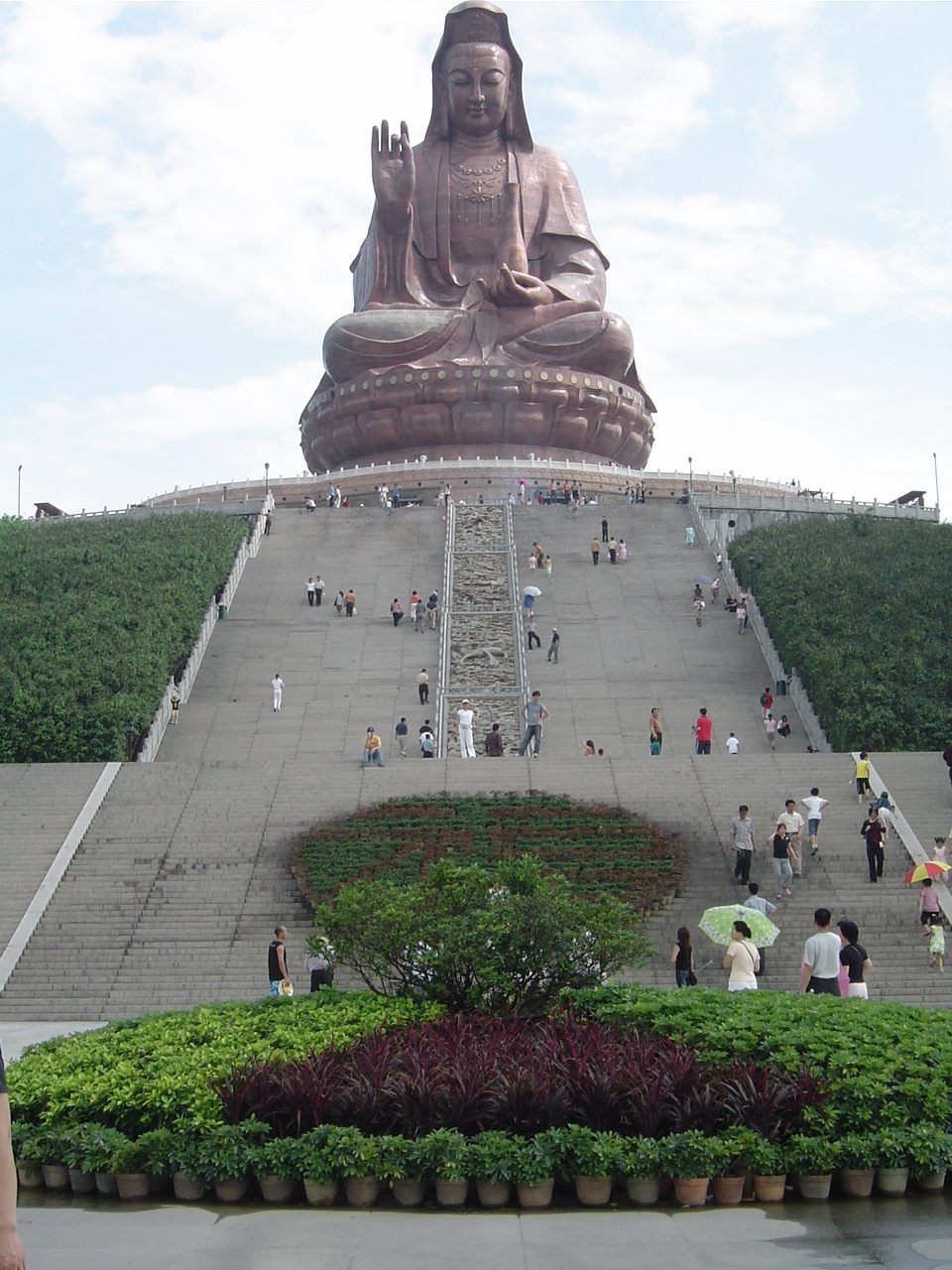